# ستيفاني هورن
ستيفاني هورن (بالألمانية: Stefanie Horn؛ بالإيطالية: Stefanie Horn) هي راكبة الكنو إيطالية وألمانية، ولدت في 9 يناير 1991 في بوتروب في ألمانيا.

## وصلات خارجية
- ستيفاني هورن على موقع الاتحاد الدولي للكانو (الإنجليزية)
- ستيفاني هورن على موقع اللجنة الأولمبية الدولية (الإنجليزية)
- ستيفاني هورن على موقع أوليمبيديا (الإنجليزية)
- ستيفاني هورن على موقع اللجنة الأولمبية الإيطالية (الإيطالية)